# Chueca (métro de Madrid)
Pour les articles homonymes, voir Chueca (homonymie).
Chueca est une station de la ligne 5 du métro de Madrid, en Espagne.

## Situation
La station est située entre Alonso Martínez au nord, en direction de Alameda de Osuna et Gran Vía au sud-ouest, en direction de Casa de Campo.
Elle est établie sous la place de Chueca, dans le quartier de Justicia, de l'arrondissement du Centre. Elle comprend deux voies et deux quais latéraux décalés.
Elle est située au centre de Chueca, considéré comme le quartier gay de Madrid.

## Dénomination
La station porte le nom de Federico Chueca (1846-1908), compositeur célèbre pour ses zarzuelas.

## Historique
La station est ouverte le 2 mars 1970, lors de la mise en service d'une section de la ligne 5 entre Callao et Ventas,.

## Service des voyageurs

### Accueil
La station possède un accès situé sur la place, équipé d'escaliers et d'escaliers mécaniques, mais sans ascenseur.

### Intermodalité
La station est en correspondance avec la ligne d'autobus n°3 du réseau EMT.